# Manfred Mann
Manfred Mann foi uma banda britânica de R&B, formada por Mike Vickers, guitarra; Dave Richmond, baixo; e Paul Jones, vocal.
Os Manfred Mann originalmente classificam-se como uma banda de rhythm and blues. Foi fundada na Grã-Bretanha, em 1962, pelo próprio Manfred Mann, nascido em 21 de outubro de 1940, em Joanesburgo, África do Sul,. Com Manfred Mann (nas teclas) estava o seu amigo Mike Hugg (na bateria). O vocalista era Paul Jones (que se tornaria mais tarde num actor de sucesso). Os outros membros foram Tom McGuinness (baixo) e Mike Vickers (flauta, sax, guitarra).

## História
O seus primeiros ‘hits’ foram "Do Wah Diddy Diddy" (um original dos Exciters) e "Pretty Flamingo". Jones saíu em 1966 e foi substituído por Mike D'Abo, mas o grupo manteve a senda de sucessos (caso raro quando ocorre mudança de vocalista) de que se salienta, em 1968 uma versão de "Mighty Quinn" de Bob Dylan. Outros temas de Dylan gravados pelo grupo foram: "Just Like A Woman" (1966) e "If You Got To Go - Go Now". Outro popular tema do grupo foi: "Ha! Ha! Said the clown", de 1967.
O nome dos Manfred Mann encontra-se associado a uma das inovações técnicas da música pop-rock: o sintetizador. No Verão de 1968, Mick Vikers (então nos Manfred Mann) estava nos estúdios de Abbey Road quando este fora equipado pela primeira vez com um "moog", e trabalhou na sua afinação para o álbum homónimo dos Beatles. Este grupo esteve no Festival de Vilar de Mouros em 1971. O grupo separou-se em 1969. Mann e Hugg formaram então um grupo de jazz-rock, o Chapter Three, que não teve grande sucesso. O nome significava que este era o "terceiro capítulo" das formações de Manfred Mann, diferindo as duas primeiras apenas no vocalista. O grupo gravou os álbuns Chapter Three (lançado em Dezembro de 1969) e Chapter Three – volume 2 (lançado em 1970).

## Manfred Mann's Earth Band
Em 1971, juntamente com Mick Rogers (guitarras e vocais) Chris Slade (bateria) e Colin Pattenden (baixo) Mann formou a Manfred Mann's Earth Band. A nova banda iniciou a sua actividade com uma versão de "Please Mrs Henry", mais um original de Bob Dylan, mas sem grande sucesso; seguiu-se "Living without you" (escrita por Randy Newman). O primeiro LP, com a mesma designação da banda, incluindo as duas referidas canções, só surgiu em 1972. Também de 1972 é o álbum "Glorified Magnified", que incluía nova versão de um outro êxito de Dylan: "It's All Over Now Baby Blue". No entanto, só em 1973, com o álbum "Messin’", é que a banda voltou novamente a retomar o caminho do sucesso.
Existe uma biografia muito completa das formações de Manfred Mann, "Mannerisms: The Five Phases of Manfred Mann", de Greg Russo. Os Manfred Mann's Earth Band continuam actualmente em actividade, com espectáculos ao vivo, mas nos últimos anos apenas têm sido lançadas complilações das suas gravações.

## Vilar de Mouros, 1971
Os Manfred Mann constituíram uma das atracções do festival de Vilar de Mouros de 1971, tendo actuado na noite de 7 de Agosto. Tocaram os seguintes Temas: Dealer, Ashes To The Wind, Happy Being Me, Captain Bobby Stout e Mighty Quinn.

## Discografia
- The Five Faces Of Manfred Mann 1964
- Mann Made 1965
- Mann Made Hits 1966
- As Is 1966
- Soul Of Mann 1967
- Up The Junction (B.O.F.) 1968
- What A Mann 1968
- Mighty Garvey! 1968
- Chapter III vol 1 1969
- Chapter III vol 2 1970
- Manfred Mann's Earthband 1971
- Glorified Magnified - 1972
- Messin 1973
- Solar Fire 1973
- The Good Earth 1974
- Nightingales and Bombers 1975
- The Roaring Silence 1976
- Wired 1977
- Watch 1978
- Angel Station 1979
- Chance 1981
- Somewhere in Afrika 1982-83
- Live in Budapest 1984
- Criminal Tango 1986
- Masque 1987
- Plains Music 1991
- Soft Vengeance 1997
- Mann Alive 1998

### Compilações
- 20 Years of Manfred Mann's Earthband 1990
- Spotlight 1992
- The very best of Manfred Mann Vol 1 et 2 1993
- The very best of Manfred Mann 1994
- The best of Manfred Mann 1996
- The very best of Manfred Mann's Earthband Re-mastered vol 1 1999
- The very best of Manfred Mann's Earthband Re-mastered vol 2 2000
- The evolution of Manfred Mann 2003
- Blindin 2000
- Odds & Sods - Mis-Takes & Out-Takes 2005 (4 cd versions différentes, raretés)
- 5-4-3-2-1 1998
- Live 1999
- Maximum Manfreds 2000
- Uncovered 2003